# HMS Resolution (1758)
Pour les autres navires du même nom, voir HMS Resolution.

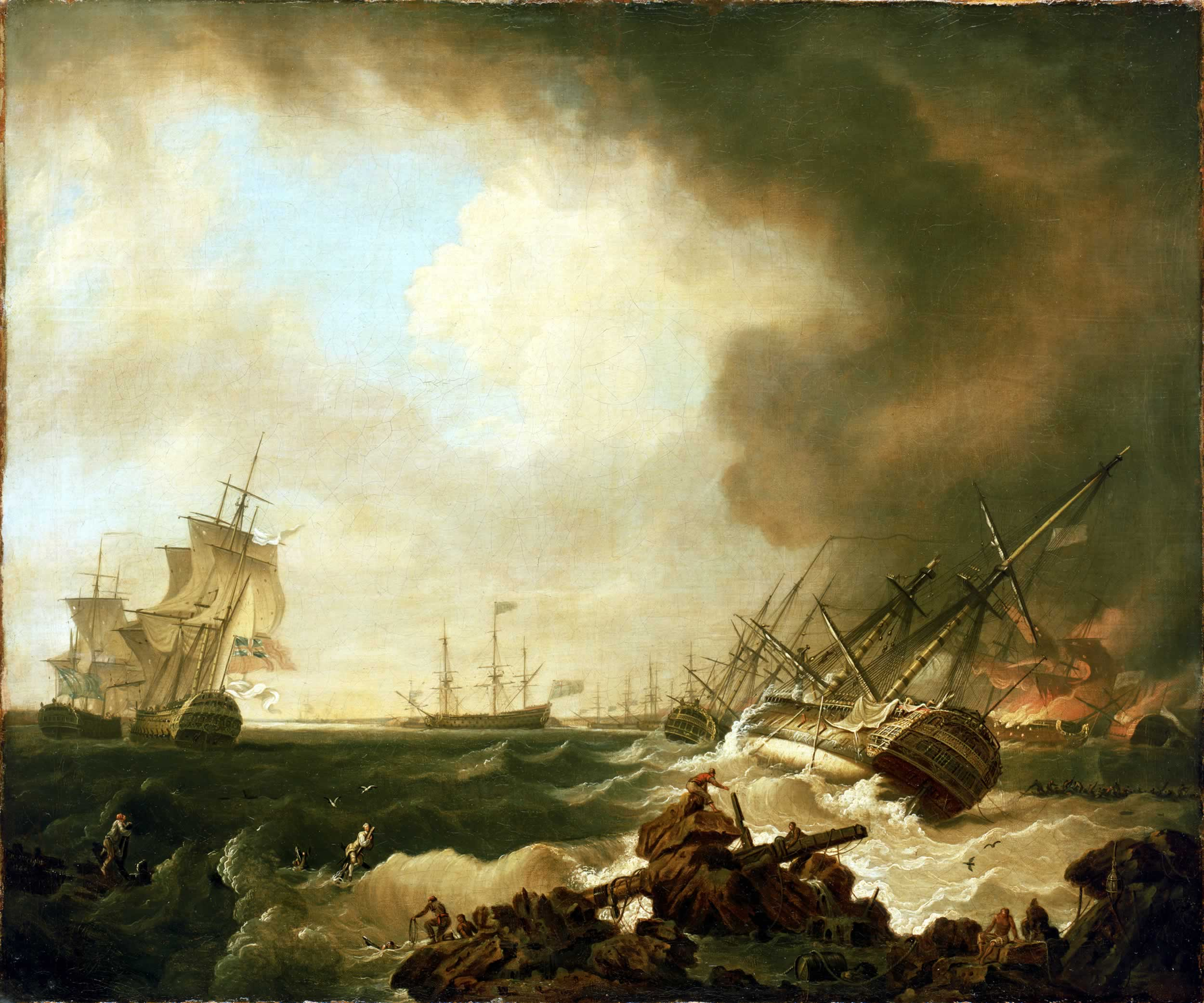
Battle of Quiberon Bay: the Day After (Richard Wright, 1760) Le Resolution sur son flanc au premier plan.

Le HMS Resolution est un vaisseau de ligne de troisième rang de 74 canons de la Royal Navy. Il est lancé le 14 décembre 1758 à Northam.
Le 20 novembre de l'année suivante, le Resolution prend part à la bataille des Cardinaux sous les ordres du capitaine Henry Speke. Juste avant 16h00, il assiste à la reddition du Formidable. Cependant, après une nuit de tempête il s'échoue sur le plateau du Four au large du Croisic et démâte.

Plan simplifié de la bataille des Cardinaux, avec la position du HMS Resolution au moment de son naufrage.

## Sources et bibliographie
- (en) Cet article est partiellement ou en totalité issu de l’article de Wikipédia en anglais intitulé « HMS Resolution (1758) » (voir la liste des auteurs).
- (en) Julian S. Corbett, England In The Seven Years War vol II, Longmans Green, 1907 (lire en ligne)
- (en) Brian Lavery, The Ship of the Line : Volume 1 : The development of the battlefleet 1650-1850, Conway Maritime Press, 2003, 224 p. (ISBN 0-85177-252-8)